# Darian Anderson
Darian Anderson (Washington D. C., 6 de septiembre de 1995) es un exbaloncestista estadounidense. Con 1,85 metros de estatura, juega en la posición de base.

## Trayectoria deportiva

### Universidad
Jugó durante cuatro temporadas con los Knights de la Universidad Fairleigh Dickinson, en las que promedió 14,5 puntos, 3,6 rebotes, 3,3 asistencias y 1,9 robos de balón por partido. En 2016 y 2017 fue incluido en el segundo mejor quinteto de la Northeast Conference. Sin embargo, una lesión en su última temporada le impidió optar a ningún galardón, ya que sólo pudo disputar quince partidos.

### Profesional
Tras no ser elegido en el Draft de la NBA de 2018, no fue hasta el mes de diciembre cuando firmó su primer contrato profesional, con el Aris Leeuwarden de la Eredivisie, la primera división del baloncesto neerlandés.